# Ed Markey
Edward John Markey (nascut l'11 de juliol de 1946) és un polític nord-americà que exerceix com a senador junior dels Estats Units per Massachusetts des del 2013. Membre del Partit Demòcrata, va exercir 20 mandats (18 complets, dos parcials) com a representant dels Estats Units per a Massachusetts. 7è districte del Congrés de 1976 a 2013. Abans de la seva carrera al Congrés, va ser membre de la Cambra de Representants de Massachusetts de 1973 a 1976.